# Comité de l'unité togolaise
Pour les articles homonymes, voir CUT.
Le Comité de l’unité togolaise (CUT) est un ancien parti politique togolais. Fondé en 1941 à partir d'une association regroupant des notables du nord et du sud du Togo dans une communauté fidèle à la France (face à l'Allemagne), ce parti politique devient indépendantiste dans les années 1950, et son leader, Sylvanus Olympio, devient le premier président d'une République togolaise indépendante.

## Historique
Pour mieux faire face aux revendications coloniales allemandes, le gouverneur français Michel Lucien Montagné crée en 1936 une association, Les Amitiés françaises, «unissant dans une commune fidélité à la France des notables du Nord et du Sud» du Togo. Puis le 13 mars 1941, après l'armistice de 1940, il transforme cette association en un parti, le Comité d'unité togolaise (CUT). Entre l'été 1940 et le début de 1943, la frontière est officiellement fermée entre la Gold Coast, colonie britannique, et le Togo, séparant de façon artificielle un peuple Ewe uni par la langue et la coutume,. Juste après la Seconde Guerre mondiale émerge le projet d'un Eweland étendu de la Volta au Mono, sous administration britannique. Parmi les personnalités africaines favorables à ce projet figure Sylvanus Olympio, un homme d'affaires africain, directeur général Togo de la United Africa Company (UAC), filiale du groupe Unilever en zone française.
La Constitution française de 1946 introduit des évolutions politiques significatives pour les territoires colobiaux. Elle prévoit notamment des élus pour chacun de ces territoires au Parlement français. Sylvanus Olympio est a priori peu favorable à une représentation togolaise dans ce Parlement français : « Nous apprécions l'honneur que nous fait la France, (...) mais le Togolais n'est pas encore en mesure de tirer profit de cet honneur trop grand, (...) il nourrit des ambitions plus modestes : celle de jouir d'autres réformes que la France aura décidées dans son désir d'améliorer le sort des populations indigènes toujours sous le couvert du Conseil de tutelle des Nations unies (...) », déclare-t-il de façon ironique. Mais, ne souhaitant pas laisser la place à d'autres mouvements, il décide de présenter un candidat favorable à ce projet d'un Eweland. Il lui faut pour cela un parti officiellement reconnu par l'administration coloniale française. Le gouverneur français Jean Noutary est peu favorable à la création d'un tel parti et se démène pour en empêcher la création. Sylvanus Olympio fait alors adhérer en masse ses amis au CUT (Comité d'unité togolaise), créé en 1941 par le gouverneur Montagné. Le CUT est dès lors présidé par Augustino de Souza,une des personnalités africaines les plus riches du Togo, qui met ses moyens financiers au service de ce mouvement politique. Sylvanus Olympio en devient le vice-président. Le corps électoral togolais compte 7 963 électeurs, des commerçants, des chefs traditionnels et des notables. Son candidat à la députation au sein de l'Assemblée nationale française, Martin Aku, est élu en 1946. Sylvanus Olympio est élu au sein de l'Assemblée territoriale du Togo, dont il devient le président. Il est aussi le porte-parole de la All Ewe conference à l'ONU. Son anglophilie préoccupe le pouvoir français qui lui préfère  Nicolas Grunitzky, leader du Parti togolais du progrès, plus proche de l’administration coloniale. Martin Aku, devancé par Nicolas Grunitzky lors des élections du 17 juin 1951, perd son mandat de député en France. Pourtant, au début des années 1950, Sylvanus Olympio prend ses distances par rapports aux positions de l'All Ewe Conference et du projet d'un Eweland. Il change les objectifs de l'Eweland unifié en ceux d'un Togo unifié et indépendant, mais il perd la présidence de l'Assemblée territoriale du Togo.
En septembre 1956  et jusqu’aux élections d’avril 1958, Nicolas Grunitzky devient le chef du gouvernement d'une république autonome togolaise, toujours placée sous tutelle française. Par ailleurs, Sylvanus Olympio est privé de ses droits civiques par les autorités coloniales françaises, qui prennent prétexte d'une histoire douteuse de trafic de devises.
En avril 1958, lors des élections législatives, les électeurs togolais votent massivement pour les indépendantistes du Comité de l'unité togolaise. Sylvanus Olympio, entretemps amnistié, en est devenu le leader naturel. Il est nommé premier ministre de cette république autonome du Togo, puis le 9 avril 1961, il est le vainqueur des premières élections présidentielles du Togo indépendant.
En 1963, Sylvanus Olympio refuse la réintégration dans l'armée togolaise des soldats qui avaient combattu au sein de l'armée française pendant la guerre d'Algérie. Ces soldats, majoritairement issus des Kabyê du Nord du Togo, décident avec le soutien d'éminents « coopérants » français d'organiser un coup d'État dans la nuit du 12 au 13 janvier 1963. Une poignée de militaires, dont aurait fait partie Gnassingbé Eyadéma, assassinent Sylvanus Olympio. Le Comité de l’unité togolaise est dissous.

## Résultats aux principales élections de 1946 à 1961
| Élection | Leader du parti  | Votes                       | %       | Nbr de sièges | +/– | Position |
| -------- | ---------------- | --------------------------- | ------- | ------------- | --- | -------- |
| 1946     | Sylvanus Olympio |                             |         | 14 / 30       | 14  | 1er      |
| 1951     | Sylvanus Olympio |                             |         | 1 / 30        | 13  | 3e       |
| 1952     | Sylvanus Olympio | 10 650 (allié avec Juvento) | 25,7%   | 9 / 30        | 8   | 2e       |
| 1955     | Sylvanus Olympio | Boycott                     | Boycott | 0 / 30        | 9   |          |
| 1958     | Sylvanus Olympio | 190 098                     | 61,2%   | 29 / 46       | 29  | 1er      |
| 1961     | Sylvanus Olympio | 560 938                     | 100%    | 52 / 52       | 23  | 1er      |